# Hemeralopia
Hemeralopia (z gr. ημέρα, hemera 'dzień'; αλαός, alaos 'ślepota') - znaczne niedowidzenie w ciągu dnia, zwłaszcza w świetle słonecznym, którego przyczyną jest uszkodzenie czopków, m.in. w przebiegu dystrofii czopków lub achromatopsji.